# Kiviuq (måne)
Kiviuq er en af planeten Saturns måner: Den blev opdaget den 7. august 2000 af Brett J. Gladman, og fik lige efter opdagelsen den midlertidige betegnelse S/2000 S 5. Der ud over kendes denne måne også under betegnelsen Saturn XXIV (XXIV er romertallet for 24).
Kiviuq er opkaldt efter giganten Kiviuq fra den inuitiske mytologi.
| Astronomi | Spire Denne artikel om astronomi er en spire som bør udbygges. Du er velkommen til at hjælpe Wikipedia ved at udvide den. |